# Кривенко Віктор Миколайович
Ві́ктор Микола́йович Криве́нко (нар. 9 січня 1982, Кам'янське, УРСР) — український політик, громадський діяч і державний службовець. Керівник національних проєктів «Технополіс», «Індустріальні парки України». Голова партії «Народний рух України» (2017—2021).
З 27 листопада 2014 року депутат VIII скликання ВРУ від партії Самопоміч, згодом у фракції БПП, згодом позафракційний.

## Освіта
У 1998—2003 навчався у Дніпровському державному університеті за фахом «Фінанси», отримав кваліфікацію магістра.
У 2002—2008 навчався у Харківській юридичній академія імені Ярослава Мудрого за фахом правознавство.
У 2008—2011 навчався в Національній академії державного управління при Президентові України за фахом «державне управління у сфері національної безпеки», отримав кваліфікацію магістра і диплом з відзнакою.

## Кар'єра
Будучи студентом, з січня 2001 по лютий 2004 працював помічником генерального директора з економіки Державного підприємства «Український державний інститут з проєктування металургійних заводів» у Дніпрі, потім, з березня 2004 по березень 2005 помічником генерального директора, а з березня 2005 по вересень 2009 заступником генерального директора з розвитку та інновацій Державного підприємства "Виробниче об'єднання «Південний машинобудівний завод ім. О. М. Макарова» у Дніпропетровську.
З лютого 2009 по березень 2010 — заступник Генерального директора Національного космічного агентства України.
З березня 2011 по січень 2012 — радник Генерального директора Державної компанії «Укрспецекспорт», а з лютого 2012 по січень 2013 — радник Генерального директора Державного концерну «Укроборонпром». Одночасно, з червня 2012 по січень 2013 є радником, на громадських засадах, Міністра економічного розвитку і торгівлі України.
З березня 2013 по лютий 2014 — радник з питань розвитку індустріальних парків, на громадських засадах, Віце-прем'єр-міністра України.
З лютого 2014  є головою Координаційної ради ДП «Національні інноваційні проекти», яке уповноважене реалізовувати національні проєкти «Технополіс» та «Індустріальні парки України».
З березня 2014  і по цей час є радником, на громадських засадах, Міністра фінансів України.
З листопада 2014 народний депутат України, позафракційний.
З 28 травня 2017 по 10 липня 2021 — голова політичної партії «Народний Рух України».

## Громадська діяльність
На виборах 2006 року кандидат у народні депутати, номер 12 у списку партії Інни Богословської «Віче»
- Голова правління благодійного фонду „Коло“»
- Член Дискусійного клубу «Коло»
- Експерт Реанімаційного пакету реформ
- Голова наглядової ради «Bionic University»
- Член Піклувальної ради Національного центру народної культури «Музей Івана Гончара»

## Політична діяльність
Кривенко був п'ятим номером у списку партії «Самопоміч» на парламентських виборах в Україні 2014 року і став депутатом VIII скликання ВРУ від цієї партії. Кривенко був виключений з фракції «Самопоміч» 31 серпня 2015 року за підтримку проєкту закону щодо децентралізації
Після виходу з партії «Самопоміч» вступив до Народного руху України і з дозволу з'їзду партії задля створення урядової більшості 31 березня 2016 року Кривенко приєднався до фракції БПП. За рішенням з'їзду Народного Руху України на знак незгоди з діяльністю уряду вийшов з фракції БПП 6.02.2018 і був позафракційним.
Кривенка було обрано головою партії «Народний рух України» 28 травня 2017 р.
За даними ІА "Слово і діло", Кривенко як народний депутат виконав 63 % своїх обіцянок.
Кривенка Віктора Миколайовича Центральна виборча комісія зареєструвала 5 лютого 2019 року кандидатом на пост Президента України (суб'єкт висування — Політична партія «Народний Рух України»).
Брав участь у парламентських виборах в Україні 2019 року як самовисуванець за округом № 151 на Полтавщині, але його не було обрано.

## Різне
Захоплюється історією, філософією, баскетболом, тенісом.
Одружений. Батько двох доньок.